# كارتر هارتفيغ
كارتر هارتفيغ (بالإنجليزية: Carter Hartwig)‏ هو لاعب كرة قدم أمريكية أمريكي، ولد في 27 فبراير 1956 في كولفر سيتي في الولايات المتحدة.

## وصلات خارجية
- كارتر هارتفيغ على موقع مرجع كرة القدم المحترفة.كوم (الإنجليزية)